# Des Sängers Fluch

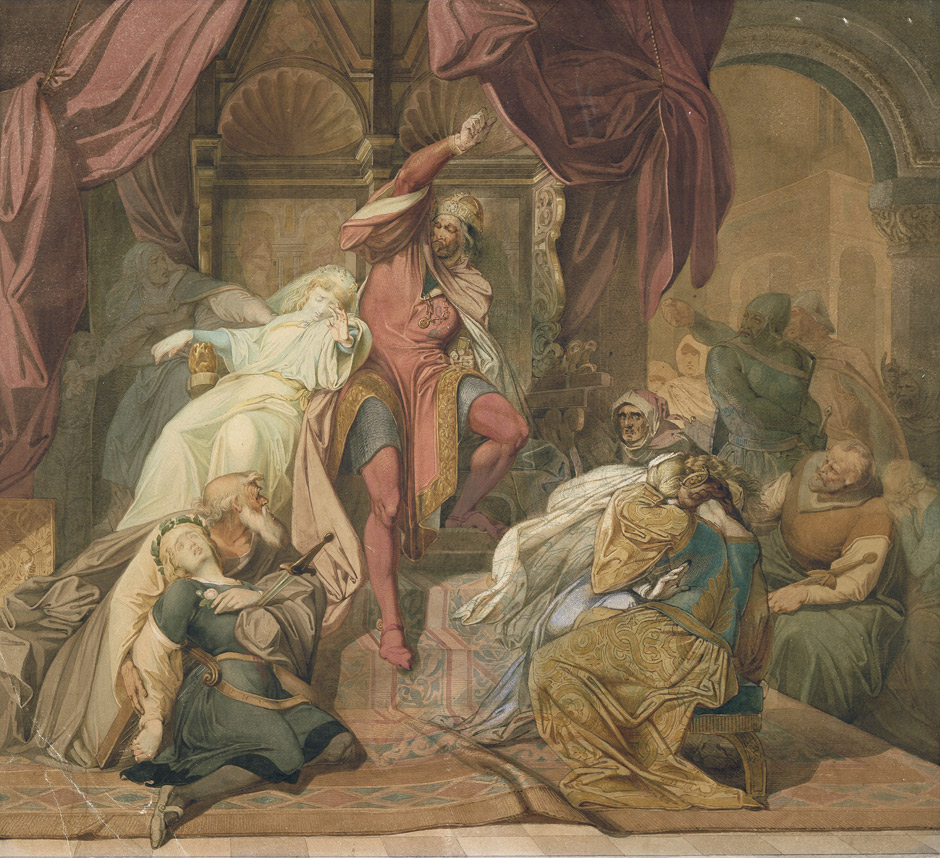
Figuur over Des Sängers Fluch

Des Sängers Fluch (De Vloek van de Zanger) is een gedicht uit 1814 van de hand van de Duitse dichter Johann Ludwig Uhland.

## Verhaal
In de eerste coupletten wordt de ruïne van wat eens een fier kasteel was beschreven. Daarin woonde een machtige, wrede koning met een hart van steen.
Een oude minstreel en zijn zoon komen naar het kasteel en treden op voor de koning, die nors blijft, de koningin, die geroerd is, en ridders en edelvrouwen.
De koning wordt woedend en verwijt de zangers dat zij met hun muziek zijn vrouw betoverd hebben. Met een dolk vermoordt hij de jongen.
De vader draagt het lichaam van zijn zoon naar buiten en zet dat op een paard. Dan richt hij zich op en vervloekt kasteel, tuinen en vooral de koning. Niets zal overblijven, zelfs de herinnering aan de naam van de koning zal verdwijnen.

## Invloed
Robert Schumann zette de tekst op muziek in zijn ballade "Es stand in alten Zeiten" voor solisten, gemengd koor en orkest, opus 139.
In zijn jongensboek "Willem Roda" nam de schrijver E. Heimans een door hem gemaakte vrije vertaling op.
In zijn "Overpeinzingen" in NRC Handelsblad van 19 februari 2000 biechtte S. Montag (Henk Hofland) op dat hij gemeend had dat door hem herinnerde dichtregels de Hertog van Alva beschreven. Lezers hadden hem terechtgewezen: die regels kwamen uit een vertaling van Uhlands gedicht en beschreven de wrede koning.

## Delen
- 1. Es stand in alten Zeiten
  2. Die Stunde ist gekommen
  3. Schon steh'n die beiden Sänger
  4. Provenzalisches Lied
  5. Wie schlägt der Greis die Saiten
  6. Genug des Frühlings und der Lust
  7. In der hohen Hall' saß König Siegfried
  8. Nicht diese wilden blut'gen Lieder
  9. Den Frühling kündet der Orkane Sausen
  10. Kamt ihr hier her, mit euren Liedern
  11. Fangt an'
  12. Und wie vom Sturm zerstoben
  13. Weh euch! ihr stolzen Hallen!
  14. Der Alte hat's gerufen